# 1865 a vasúti közlekedésben
Ez a szócikk a 1865-ben történt vasúti eseményeket mutatja be.

## Események Magyarországon
- szeptember 21. – Átadják a Sopron és Nagykanizsa közötti vasutat.